# Jazzvioline

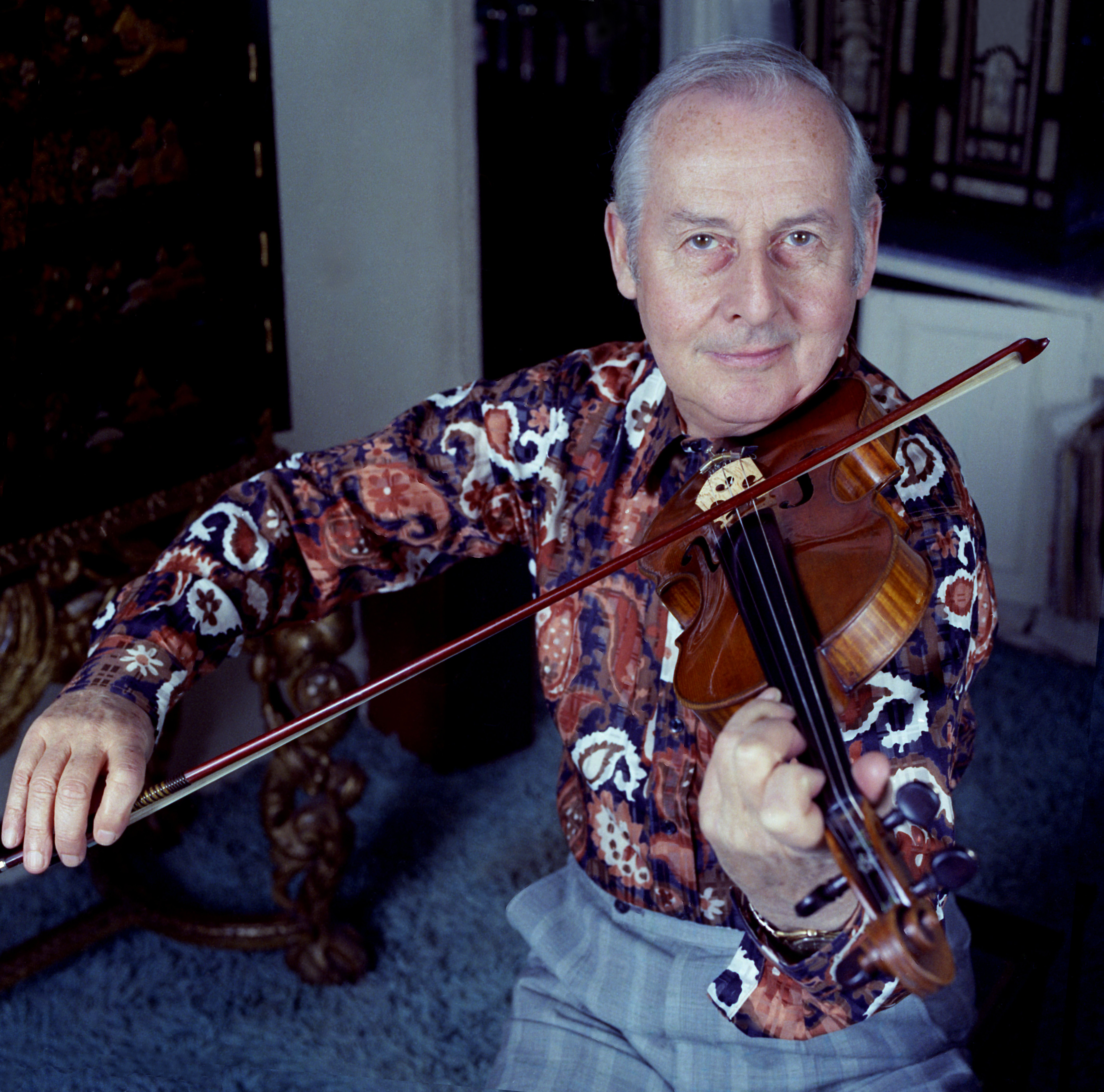
Stéphane Grappelli (London 1974)

Der Ausdruck Jazzvioline bezeichnet die Rolle der Violine im Jazz. Von der Jazzvioline im Sinne eines eigenständigen, vollwertigen Instruments des Jazz kann man trotz der Violinisten des frühen Jazz und des Swing erst ab Ende der 1960er Jahre sprechen. Erst dann war die Spielweise dem Charakter des Jazz wirklich angepasst.

## Das Instrument und seine Intonation
Die „europäische“ Geige, die zuerst im Jazz auffiel, hat gemeinsame Ahnen im arabischen Kulturraum. Die strenge Spieltechnik im klassischen Sinn, unter dem Kinn, ist nicht selbstverständlich, die Geige wird in Arabien und Afrika auf dem Knie stehend gespielt. Die Intonation der Geige, ist nicht zuletzt aufgrund unterschiedlicher Musikauffassung, in der arabischen Musik und in der Zigeunermusik eine beweglichere, als man sie aus der europäischen „technischen“ Klassik kennt. Ein improvisierendes und freieres, nicht an die Dur-Moll-Tonalität gebundenes melismierendes Spielen ist dort selbstverständlicher, was für europäische Ohren schwer nachzuvollziehende Zwischentöne erzeugt. Gerade am Ende der Klassik wurde dieser Aspekt in einigen einzelnen nationalen Schulen mehr herausgearbeitet. Schon die Romantik hatte auf die persische Musik Einfluss, da sie deren Auffassung entgegenkam. Einzelheiten der klassischen Geigentechnik wie das ständige Vibrato widersprechen geradezu der Auffassung von Zwischentönen und Schleifern. Allgemein kann man sagen, dass die Instrumententechnik des Jazz der Geige sehr entgegenkommt, er jedoch nur mittelbar auf die Ursprünge des Instruments eingeht, da der direkte Bezug verloren ging.

## Hot Jazz – Joe Venuti

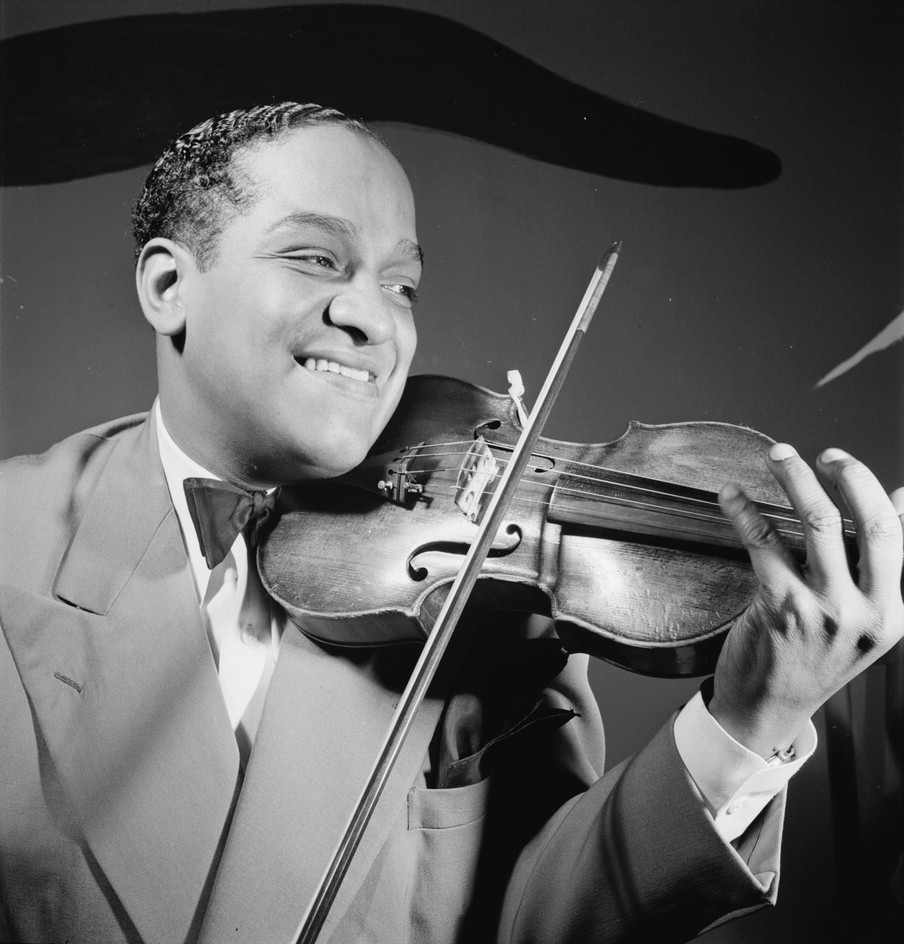
Eddie South (Foto: William Gottlieb, 1946)

Zwar war bereits in einigen frühen Jazz-Orchestern etwa den Ragtime-Orchestern die Geige vertreten, doch rührte dies aus der Gewohnheit der Orchesterbesetzungen des 19. Jahrhunderts. Eigenständige Geigenparts oder Soli in diesen Formationen standen wegen des als leise und zart geltenden Charakters der Violine kaum zur Debatte. Einer der ersten Geiger, die in Deutschland eine Hot-Intonation versuchten, war Arno Lewitsch.
Joe Venuti, der erste wichtige Geiger im Jazz, ging aus dem Kreis der Musiker des Chicago Jazz hervor; er hat um 1925 als erster wichtiger Geiger des Jazz Haare und Stab seines Bogens um die Geige gespannt und mit dieser Technik ungewöhnliche mehrstimmige Klänge und das Grausen bei vielen ehrwürdigen Konservatoriumslehrern hervorgelockt (Loose-Bow-Fiddle-Technik).
Weniger bekannt als Venuti ist der 1904 geborene Eddie South, der bereits in den 1920er Jahren auch auf der europäischen Szene aktiv war und in den 1930er Jahren mit Django Reinhardt spielte. Violinist Leon Abbey war ebenfalls international aktiv.
Al Duffy gehörte mit Jimmy Bell, Emilio Caceres und Clarence Moore zu den Jazzgeigern, die in den 1930er- und 40er-Jahren nicht die gleiche Aufmerksamkeit wie Stéphane Grappelli, Stuff Smith, Eddie South und Joe Venuti erfuhren.

## Swing – Stéphane Grappelli
Der Grand Seigneur der Jazzvioline Stéphane Grappelli besuchte nach selbsterlerntem Geigen- und Klavierspiel ab 1924 die Pariser Musikhochschule und gründete 1933 mit dem Gitarristen Django Reinhardt das Quintette du Hot Club de France. 1937 bildete er mit Eddie South und dem zweiten französischen Swinggeiger, Michel Warlop, ein Trio des Violins. Während des Zweiten Weltkriegs gründete er in England mit dem jungen Pianisten George Shearing eine neue Band.
In den 1950er und 1960er Jahren entwickelte Grappelli sich zum einflussreichsten Violinisten der Jazzszene und trug dazu bei, das Instrument im Jazz hoffähig zu machen. Er nahm mit vielen großen Jazzmusikern weltweit Schallplatten auf oder ging mit ihnen auf Tournee. Am 30. September 1966 brachte Joachim Ernst Berendt ihn im Konzert „Violin Summit“ (veröffentlicht bei MPS) mit den damals angesehensten Violinisten des Jazz auf die Bühne, Stuff Smith, Svend Asmussen und Jean-Luc Ponty.
Der Amerikaner Ray Perry entwickelte das gleichzeitige Singen und Streichen auf der Violine, was Slam Stewart dann auf den Bass übertrug. Sein Landsmann Stuff Smith machte sich mit seiner Komposition I’se a Muggin’ einen Namen und experimentierte bereits früh damit, die Violine elektrisch zu verstärken und erzielte unkonventionelle, jazzigere Klänge als je ein Violinist zuvor, wobei er die bislang geltenden instrumentaltechnischen Regeln missachtete. Auch Perry arbeitete seit 1940 elektrisch verstärkt.
Der im Duke Ellington Orchestra wirkende Trompeter Ray Nance konnte dort die Violine nur als Nebeninstrument nutzen und spielte meist serenadenhafte, sentimentale Melodien. Seine Bedeutung zeigen aber kurz vor seinem Tod aufgenommenen swingende Geigensoli, die in Stil und Phrasierung auf Claude Williams zurückwiesen.

## Modern Jazz – Jean Luc Ponty, Zbigniew Seifert, Didier Lockwood

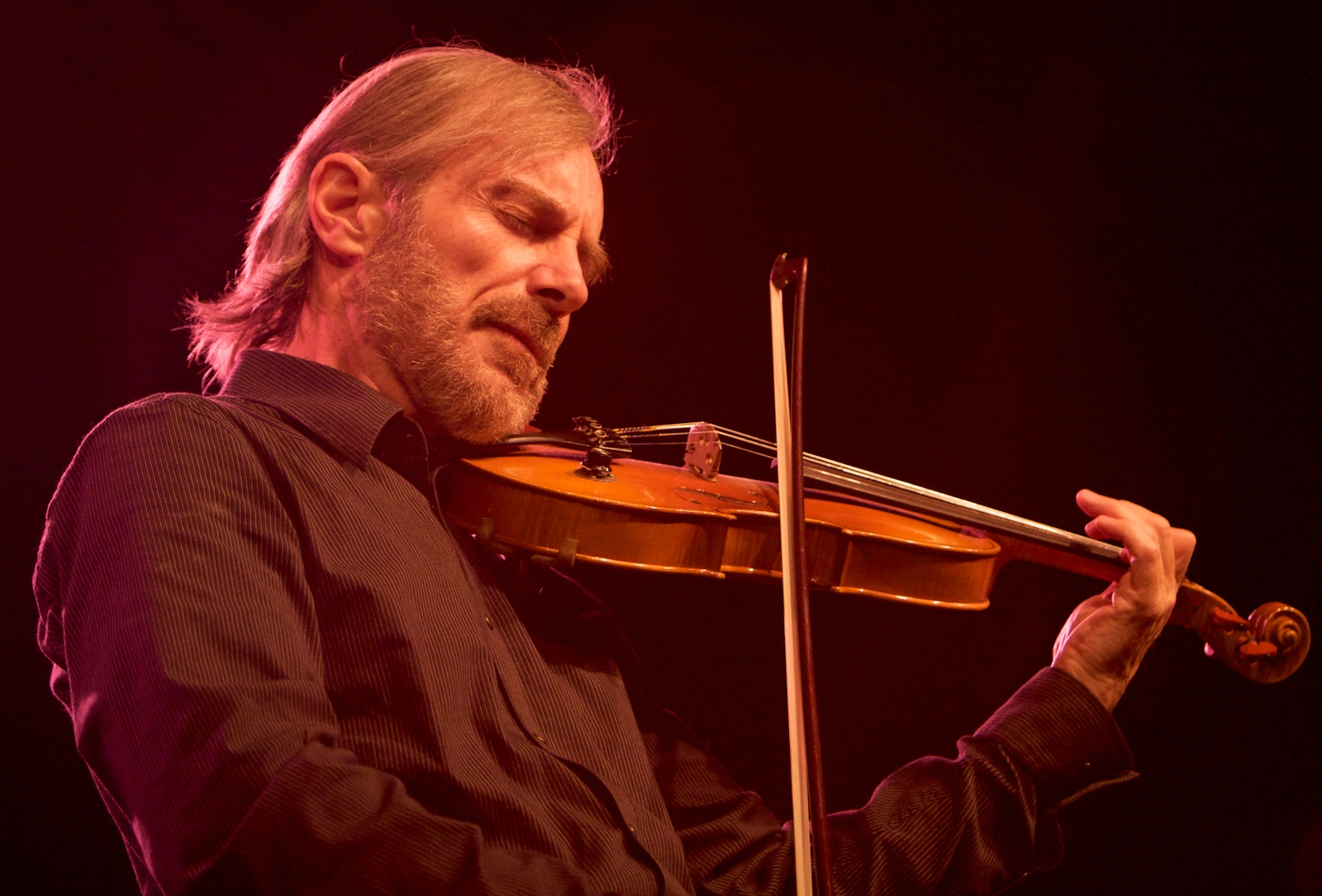
Jean-Luc Ponty (2008)

Charakterischerweise war es ein Europäer – so Joachim-Ernst Berendt und Günther Huesmann in ihrer Rückschau zur Geige im Jazz – der den großen Erfolg der Geige im neueren Jazz auslöste. Dies war der 1942 in Frankreich als Sohn eines Violin-Professors geborene Jean-Luc Ponty. Nach seinem Studium der klassischen Violine machte er Jazzaufnahmen mit Stuff Smith, Stéphane Grappelli und anderen Violinisten. 1973 ging er in die USA, um mit Musikern wie Frank Zappa (Hot Rats) und in John McLaughlins Mahavishnu Orchestra zu spielen.
Nach Smith hat Ponty die Violine – unter Zuhilfenahme einer Anzahl von Zusatzgeräten – tatsächlich „elektrifiziert“ und machte sie damit endgültig zu einem eigenständigen und vollwertigen Instrument des Jazz. „Seine Musik ist zu einer ständigen Gratwanderung zwischen außermusikalischen Effekten und hoher Musikalität geworden“.
Ponty gehört zu den ersten Musikern, die die Violine mit Wah-Wah-Pedal, Verzerrern und MIDI-Technik kombinierten, wodurch er seinen typischen, manchmal synthesizer-ähnlichen Sound erzeugt.
Etwa um die gleiche Zeit wie Ponty wurde der amerikanische Geiger Don Sugarcane Harris bekannt, der von der schwarzen Blues-Tradition geprägt war. Aufsehen erregte seine Mitwirkung an Alben von Frank Zappa, wie bei Burnt Weeny Sandwich in den frühen 1970er Jahren. Im Fusion-Bereich zwischen Rock und Jazz erhielt auch der Geiger Jerry Goodman durch seine Mitwirkung in der Rockband The Flock wie beim Mahavishnu Orchestra zu Beginn der 1970er Jahre eine größere Aufmerksamkeit.

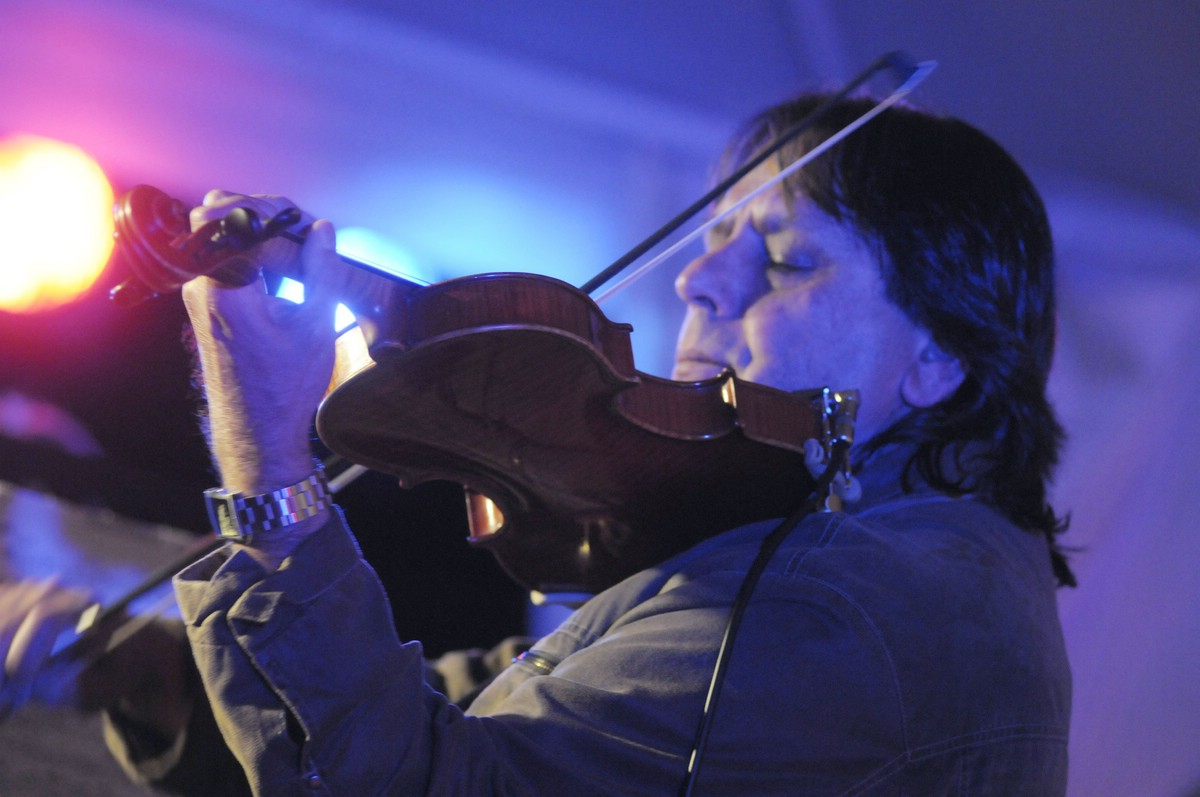
Zipflo Reinhardt

Mit Harris und Ponty begann der Auftritt neuer bedeutender Jazzgeigern auf der Jazzszene. Beim Berliner Jazzfestival veranstaltete 1971 Joachim Ernst Berendt seinen New Violin Summit (nur fünf Jahre nach seinem Violin Summit am selben Ort) Unmittelbar nach ihnen wurden die Polen Michal Urbaniak, Zbigniew ‚Zbiggy‘ Seifert und Krzesimir Dębski (Gründer der Band ‚String Connection‘ 1980) in Europa populär.
Der Geiger Zbigniew ‚Zbiggy‘ Seifert, der das erste Solo-Album für Jazzvioline vorlegte, zählte zu den polnischen Jazzmusikern, die ihr Land zu einem der interessantesten Jazzländer der Welt gemacht haben. Sein expressiver Stil und seine virtuose Beherrschung der Geigentechnik folgte einer Weiterentwicklung musikalischer Vorstellungen von John Coltrane. So schrieb der Kritiker Patrick Hinley: „Was Seifert und Coltrane verbindet, […] ist eine Qualität, die man ‚kontrolliertes Fließen‘ oder ‚verantwortliche Freiheit‘ nennen könnte. In der Musik dieser beiden kann niemand sagen, was als nächstes geschehen wird, aber man kann sich darauf verlassen, dass man immer wieder bis an eine äußere Grenze geführt wird.“ Sein Kollege Michal Urbaniak vertritt bis heute eine besondere Art von Fusion, die osteuropäische Volksmusik mit einbezog. Zu hören ist er auf Billy Cobhams Glass Menagerie, aber auch auf eigenen Alben.

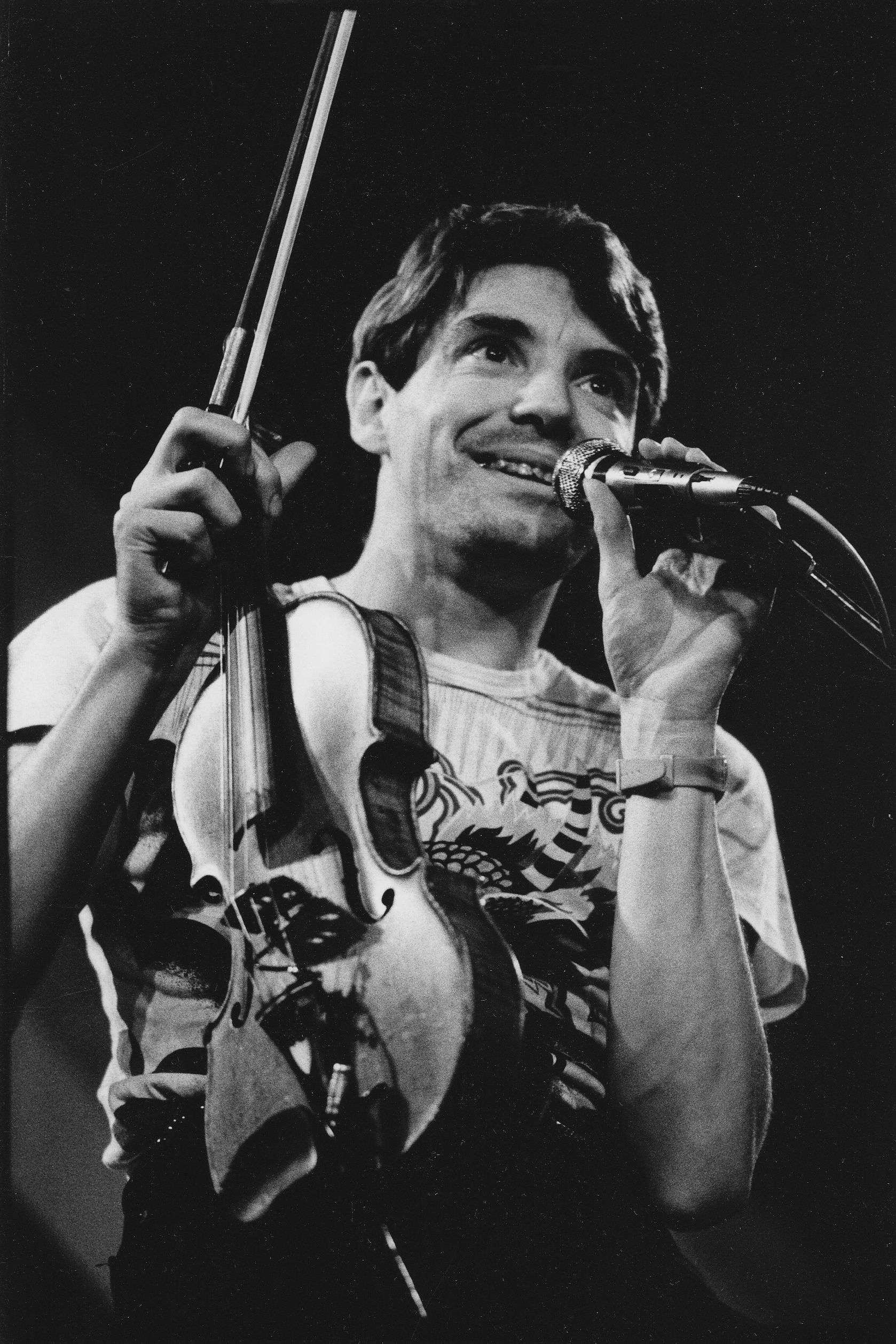
Didier Lockwood (1984)

Nach dem frühen Tod Seiferts 1979 erschien mit dem an Jazz Rock orientierten Didier Lockwood abermals ein Franzose als dessen würdiger Nachfolger. Nach einer klassischen Geigenausbildung entdeckte der 1956 geborene Lockwood die freie Improvisation für sich und trat mit 17 Jahren der Rockgruppe Magma bei. Mit 21 wurde er von Stéphane Grappelli entdeckt und orientierte sich zunehmend zum Jazz. Nach eigenen Angaben ist er sehr von seinem polnischen Kollegen Seifert beeinflusst.

## World Jazz – L. Shankar
In den 1980er Jahren, mit der Öffnung des Jazz zu außereuropäischen Musikkulturen wie der indischen Musik, wurden weitere Geiger auf der Jazz- und Fusion-Szene erfolgreich: Zum einen L. Shankar, der in John McLaughlins Shakti-Projekt mitwirkte; zum anderen sein älterer Bruder L. Subramaniam, der durch Aufnahmen mit Larry Coryell, Herbie Hancock, John Handy und Ali Akbar Khan bekannt wurde. Beide stammen aus der südindischen Musikkultur und haben mit hoher Musikalität und Einfühlungsvermögen indische Geigentraditionen in die Jazzszene getragen. Auch die Indonesierin Luluk Purwanto ist hier zu nennen. Vorbereitet hat diesen Weg Michael White, der bereits 1965 im Quintett von John Handy orientalische und klassische Elemente mit solchen des Jazz mischte.

## Free Jazz und Creative Jazz

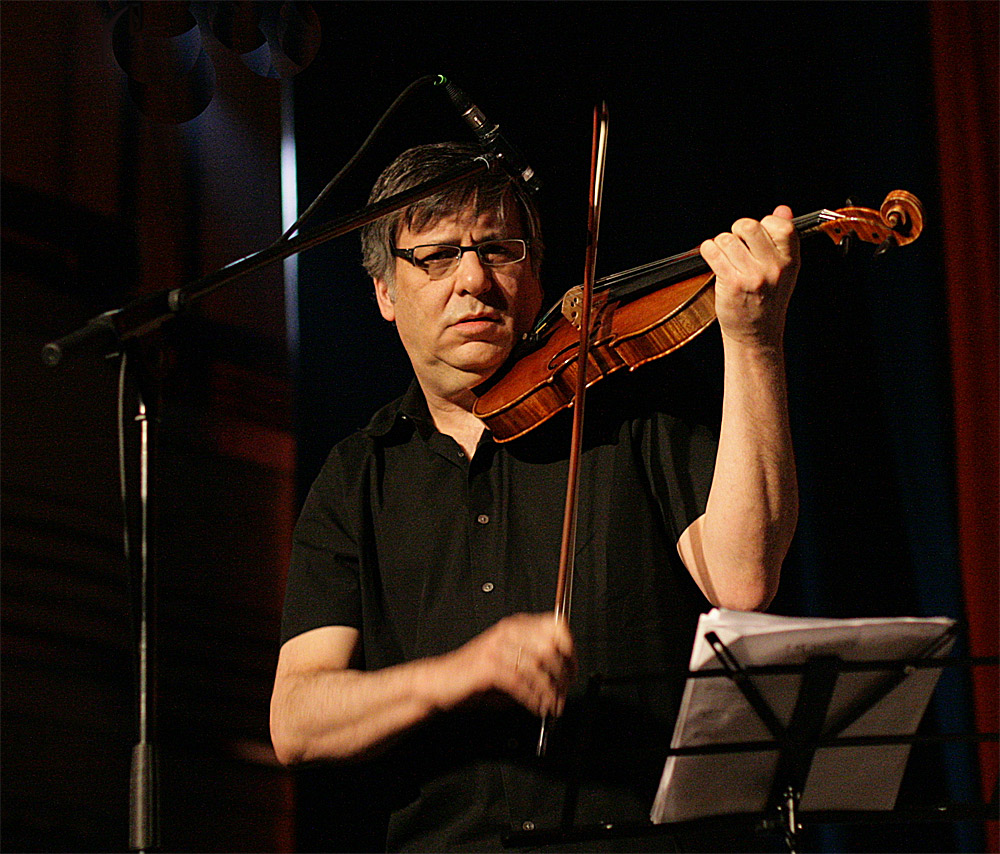
Mark Feldman (2007)

Wegbereiter war hier ebenfalls Michael White, der bereits mit Eric Dolphy, John Coltrane oder Sun Ra zusammenspielte. Zu den bekanntesten Geigern des freien Jazz und der sich daraus entwickelten improvisierten Musik zählen Leroy Jenkins, Billy Bang und Mark Feldman, ferner Charles Burnham, Dominique Pifarély, Terry Jenoure und Phil Wachsmann. Ramsey Ameen ist in der zweiten Hälfte der siebziger Jahre durch die Cecil Taylor Unit bekannt geworden.
Jenkins mit seinem cluster-ähnlich „gehämmerten“ Geigensound verwendete die Geige als Perkussionsinstrument und Klangerzeuger, ohne Rücksicht auf violinistische oder harmonische Überlieferungen. Michel Samson schuf interessante, die Sprache des Jazz verlassende, Klanggewebe, über denen sich die Improvisationen von Albert Ayler entfalteten. Billy Bang und Charles Burnham arbeiteten mit dem String Trio of New York, letzterer auch mit James Blood Ulmer, Ali Akbar mit Ronald Shannon Jackson. Mark Feldman gehört zu dem Kreis um John Zorn.
Zu den „originellsten Geigenstimmen des Neuen Jazz“ zählen Berendt und Huesmann den Geiger Billy Bang, der sein Instrument mit einer ungewöhnlich virtuosen Bogentechnik spielt und dies mit „jener rauhen, perkussiven attacca, die mehr an Ursprünglichkeit und Blues-Qualität interessiert ist als an sogenannten ‚klassischen‘ Normen“.

## Die Streichtrios

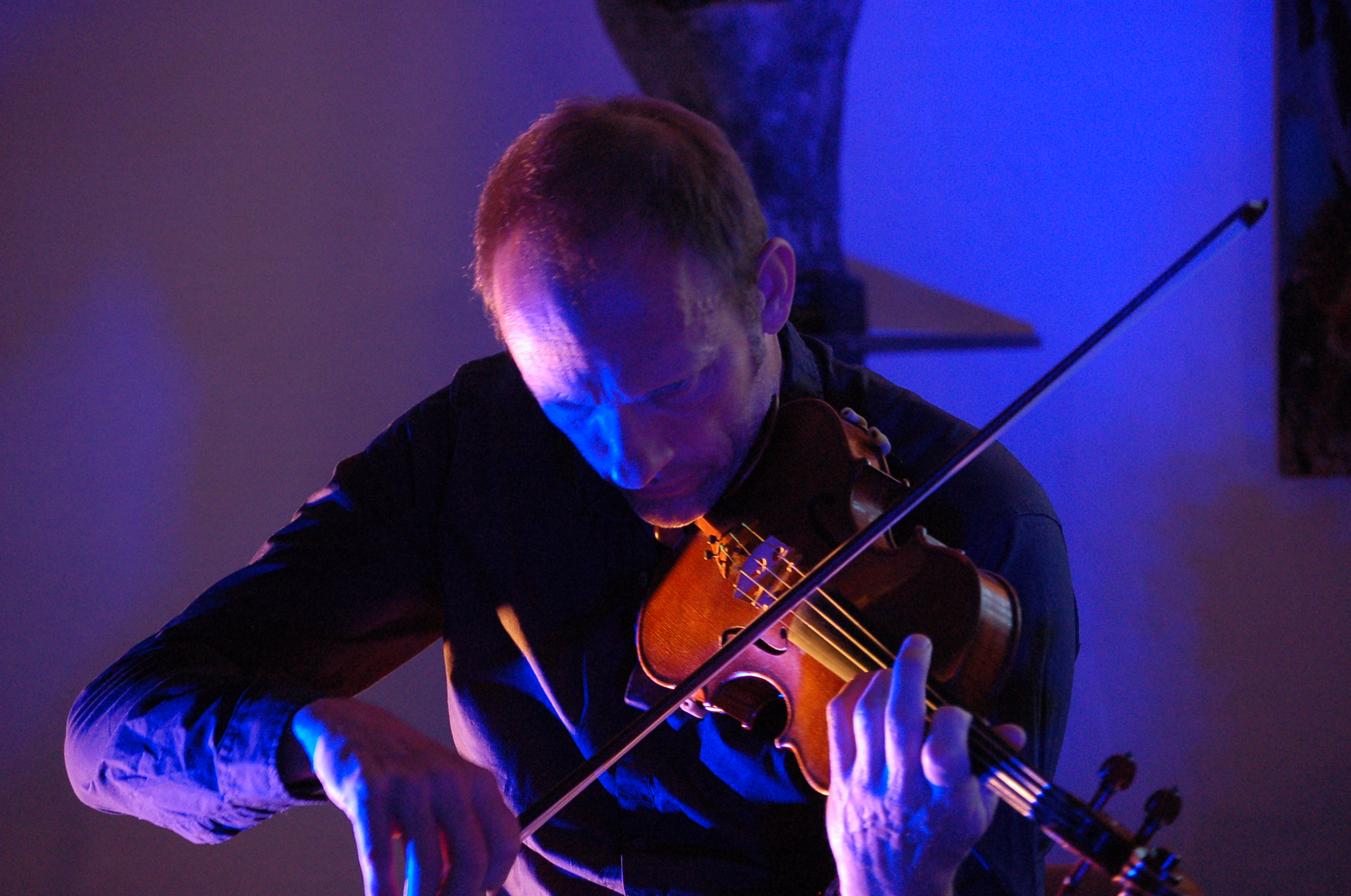
Albrecht Maurer, Geiger im Kent Carter String Trio

Zu den international wahrgenommenen Streichtrios gehören außer Billy Bangs "String Trio Of New York" noch das "Arcado String Trio", das "Masada String Trio", das Einflüsse der jüdischen Musik verarbeitet oder das "Kent Carter String Trio", das seinen Schwerpunkt auf eine Mischung von Jazz und Klassischer Moderne legt.

## Die Streichquartette
Seit den 1980er Jahren entstand in der Szene zwischen Jazz, improvisierter Musik und klassisch orientierter Musik eine Reihe von Streichquartetten, die sich in Parallele zu den reinen Saxophonquartetten um Stiloffenheit und grenzüberschreitender Phantasie bemühten; dies waren insbesondere das Kronos Quartet, das Black Swan Quartet, das Turtle Island String Quartet, das Modern String Quartet, in dem der deutsche Jazzgeiger Jörg Widmoser mitwirkte, und das Atom String Quartet. Obwohl das Kronos Quartet (anders als etwa die beiden zuletzt genannten Formationen) nicht improvisiert, hat es mit seiner modernen Konzertmusik mit Kompositionen von Philip Glass, Terry Riley und John Zorn das Bild vom „gemütlichen Streichquartett“ so gründlich „zersägt“ und zu neuer Sensibilität aufgebaut, dass es immer wieder von Jazzmusikern zur Zusammenarbeit herangezogen wird, wie von Steve Lacy, Max Roach, Anthony Braxton oder Cecil Taylor.

## Weitere Jazzgeiger
Weitere Jazzgeiger sind Hannes Beckmann, Jean-Pierre Catoul, Regina Carter, Valentin Gregor, Klaus Heuermann, Gregor Hübner, Jason Hwang, Edzard Model, Mic Oechsner, Florin Niculescu, Costel Nitescu, Tobias Preisig, Benjamin Schmid, Adam Taubitz und die deutschen Swingmusiker Helmut Zacharias und Helmut Weglinski. In Richtung freie Improvisationsmusik weisen Mary Oliver und Carlos Zingaro.

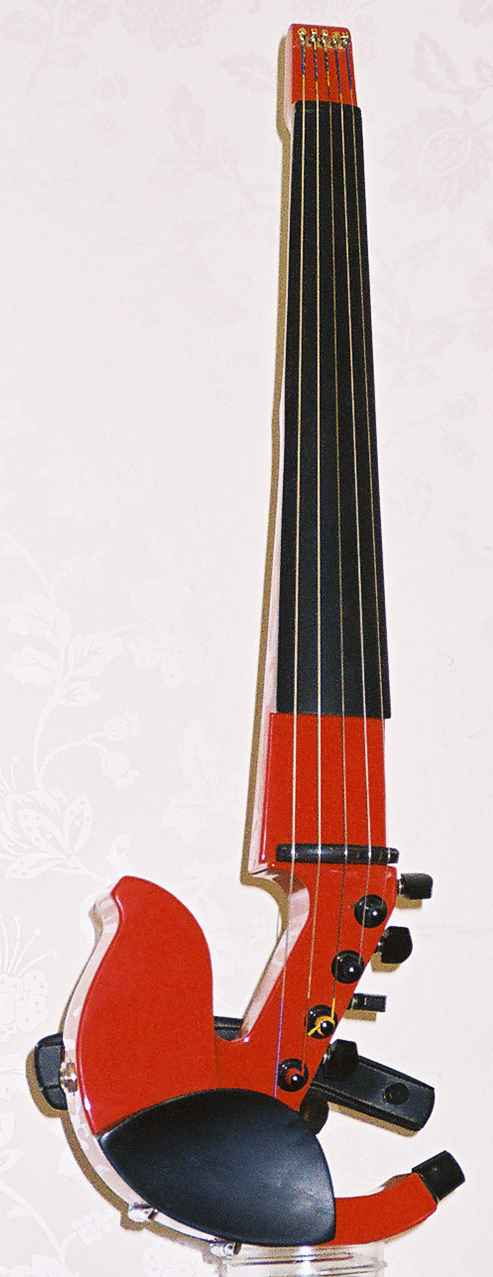
Fünfsaitige elektrische Violine

## Wichtige Alben der Jazzvioline
- Various Artists: Jazzclub Violin (Verve-Records-Anthologie von 1944 bis 1970) mit Titeln von Venuti, South, Svend Asmussen, Stuff Smith, Ray Nance, Stephane Grappelli, Ponty, Lockwood, Harris
- Stephane Grappelli: Grappelli Story (Verve, 1938–1992)
- Don „Sugar Cane“ Harris & Frank Zappa: Burnt Weeny Sandwich (Reprise, 1970)
- Jean-Luc Ponty: King Kong: Jean-Luc Ponty Plays the Music of Frank Zappa (1970)
- Zbigniew Seifert: Solo Violin (EMI bzw. Polonia 1976)
- Billy Bang: Rainbow Gladiator (Soul Note, 1981)
- L. Shankar: Nobody Told Me (ECM, 1987)
- Michal Urbaniak: Songbird (Steeplechase, 1990)
- Leroy Jenkins: Live (Black Saint, 1992)
- Didier Lockwood / Martial Solal: Solal/Lockwood (JMS, 1993)
- Didier Lockwood / Richard Galliano: Laurita (Dreyfus, 1994)
- Stephane Grappelli / Michel Petrucciani: Flamingo (Dreyfus, 1995)
- Billy Bang: Bang On! (Justin Time, 1997)
- String Trio of New York: Faze Phour (Black Saint, 1997)
- Leroy Jenkins: Solo (Lovely Music, 1998)
- Mark Feldman: Music for Piano and Violin (Avant, 1999) mit Sylvie Courvoisier[10]
- Jarek Śmietana Band: A Tribute to Zbigniew Seifert (JSR Records 2009) mit (Didier Lockwood, Krzesimir Dębski, Christian Howes, Mark Feldman, Maciej Strzelczyk, Adam Bałdych, Pierre Blanchard, Mateusz Smoczyński)
- Albrecht Maurer, Lucian Ban, Mat Maneri: Fantasm (The Loft Sessions) (Nemu, 2014)
- Atom String Quartet: Seifert (Zbigniew Seifert Foundation 2017) mit Dawid Lubowicz, Mateusz Smoczyński, Michał Zaborski, Krzysztof Lenczowski